# Mayapán

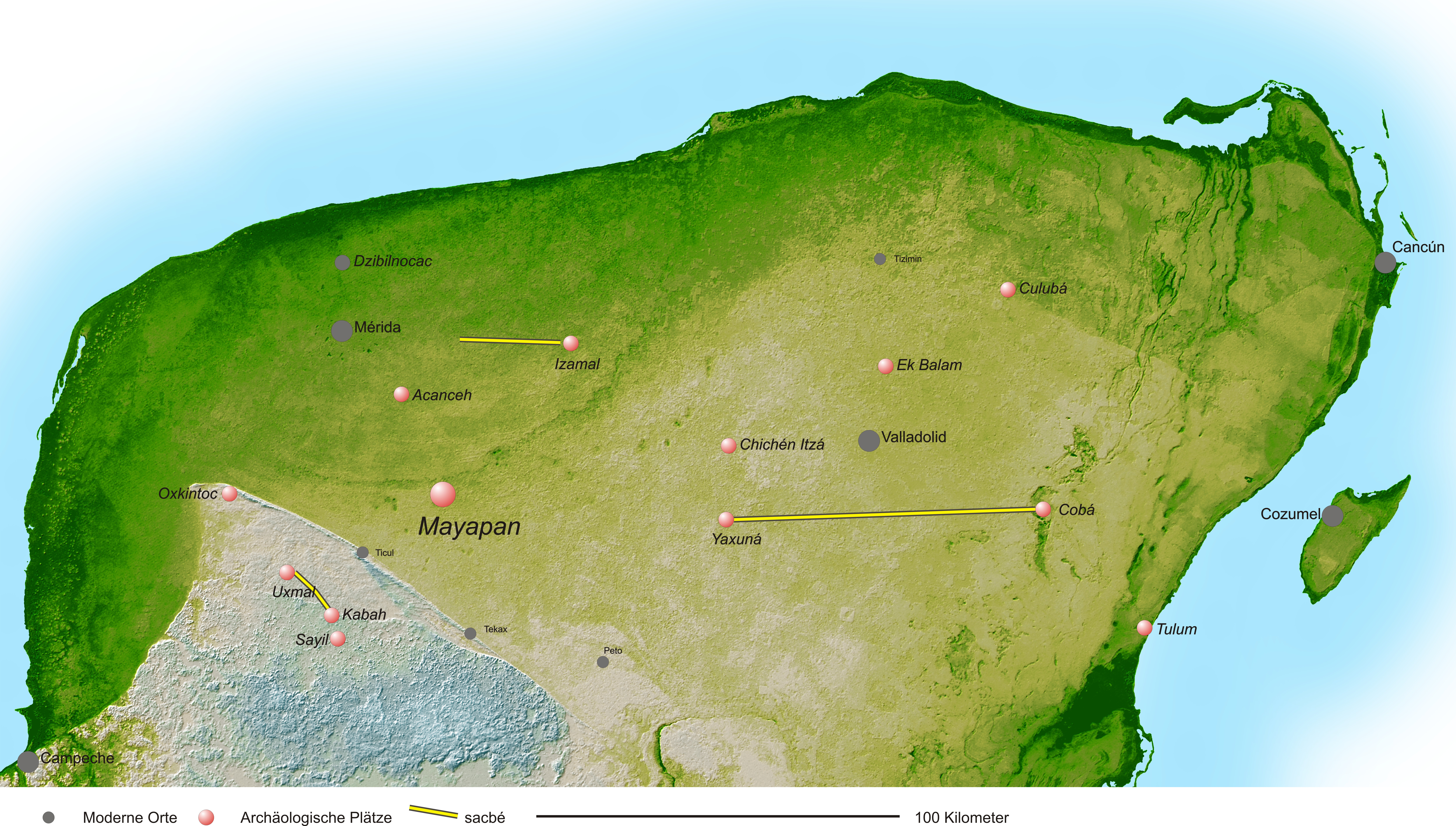
Lage von Mayapán in Yucatán

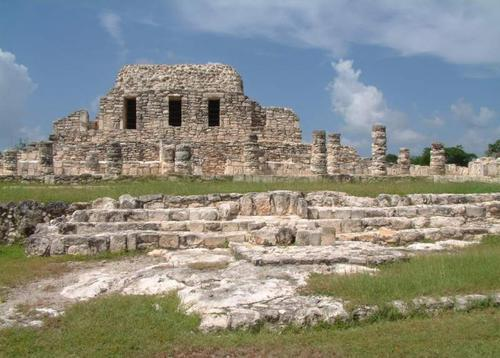
Tempel der Wandgemälde (Templo de los Nichos Pintados)

Mayapán ist eine Maya-Ruinenstadt im mexikanischen Bundesstaat Yucatán in Mittelamerika. Der Name „Mayapán“ bedeutet im Náhuatl so viel wie „bei den Maya“, die von Diego de Landa gegebene Worterklärung pendón de la Maya (Maya-Fahne) verkennt die Natur des Orts-Suffixes -pan. Der von den Chilam-Balam-Chroniken bevorzugte Namen ist Ich Paa und bezieht sich auf die charakteristische Stadtmauer. Die Stadt war von ca. 1050 bis nach 1400 besiedelt und liegt rund 40 Kilometer südlich von Mérida und 93 Kilometer westlich von Chichén Itzá in der Nähe von Telchaquillo. Zu Beginn des 13. Jahrhunderts besiegte Mayapán das konkurrierende, benachbarte Chichén Itzá.

## Geschichte
Den Chilam Balam nach wurde der Cocomfürst Hunak Ke'el, Herrscher und möglicherweise auch Gründer von Mayapán, von den Itzá um das Jahr 1194 gefangen genommen und im Auftrag von Chac Xib Chac als Menschenopfer in den Cenote von Chichén Itzá geworfen. Er überlebte jedoch und eröffnete den Krieg, der zur Zerstörung von Chichén Itzá führte. Selbigem wird in Folge auch die Gründung der sogenannten Liga von Mayapán zugeschrieben. Die Vorherrschaft der Cocom in Yucatán wurde durch einen von Ah Xupan Xiu, dem regierenden Fürsten von Maní aus dem Geschlecht der Tutul Xiu, angeführten Aufstand 1441–1461 beendet und führte zur Zerstörung von Mayapan. Fast alle Angehörigen der Familie der Cocom fielen dem Aufstand zum Opfer. Überlebt hat lediglich ein Sohn, welcher sich auswärts aufhielt und zunächst in Tibolon siedelte, im Anschluss aber Sotuta gründete. Die Cocom blieben bis zur Konquista eines der einflussreichsten Geschlechter Yucatáns.

## Bauten

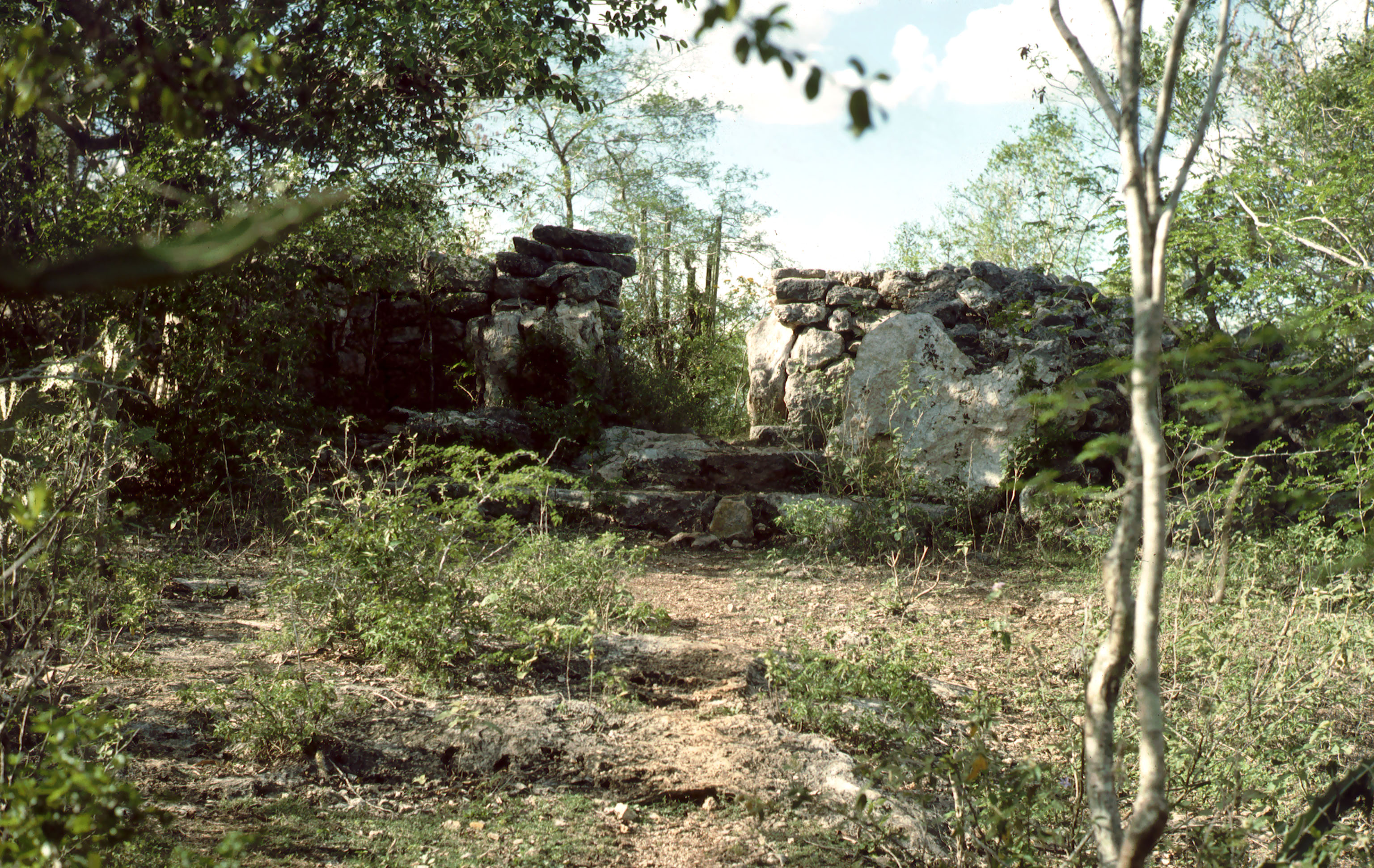
Tor der Stadtmauer

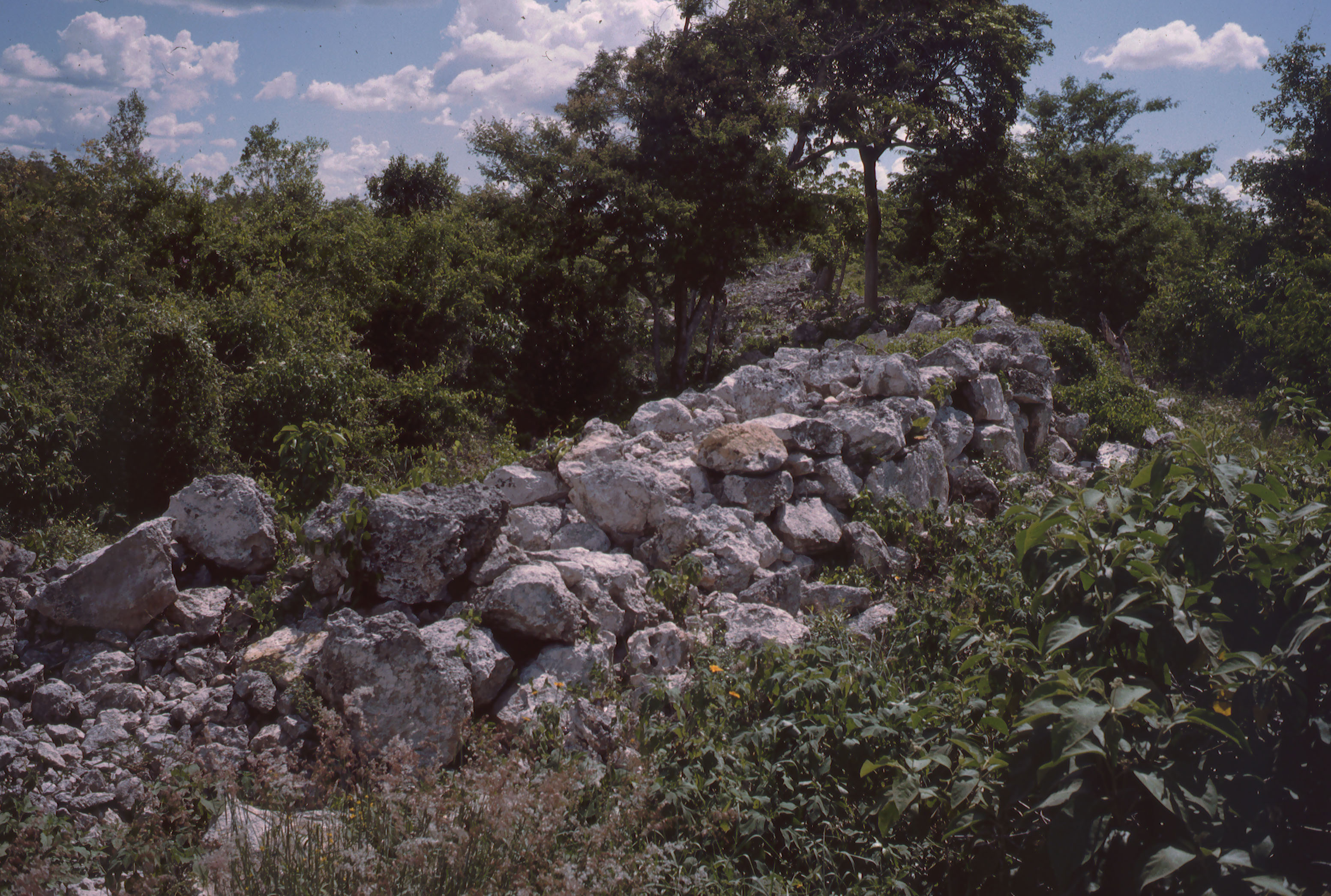
Reste der Stadtmauer

Während des späten Postklassikums wurde der schon früher bestehende Ort zur damals größten Stadt Yucatans ausgebaut. Auf einer Fläche von etwas mehr als 4 km² lebten in mehr als 4000 Bauten vermutlich um die 12000 Einwohner. Die Wohnhäuser sind rechteckig und stehen auf niedrigen Plattformen. Kennzeichnend ist ein offener Vorraum mit an der Rückwand entlanglaufenden gemauerten Bänken, die von den Eingängen zum hinteren Raum unterbrochen werden. Die Häuser waren von einem kleinen Hausgarten umgeben, der zu den Nachbarn mit niedrigen Wällen aus unbearbeiteten Steinen abgegrenzt war. Das Stadtgebiet war ohne besondere räumliche Organisation dicht bebaut und von einer ungefähr 9 km langen Stadtmauer mit zahlreichen engen Tordurchgängen umgeben, was auf die unruhigen Zeiten hinweist. Ob diese Mauer zur Verteidigung nutzbar war, ist zweifelhaft, weil sie trotz der hohen Bevölkerungszahl schwer zu bemannen gewesen wäre. Außerhalb der Mauer waren nur wenige Bauten vorhanden.

### Kukulkan-Pyramide

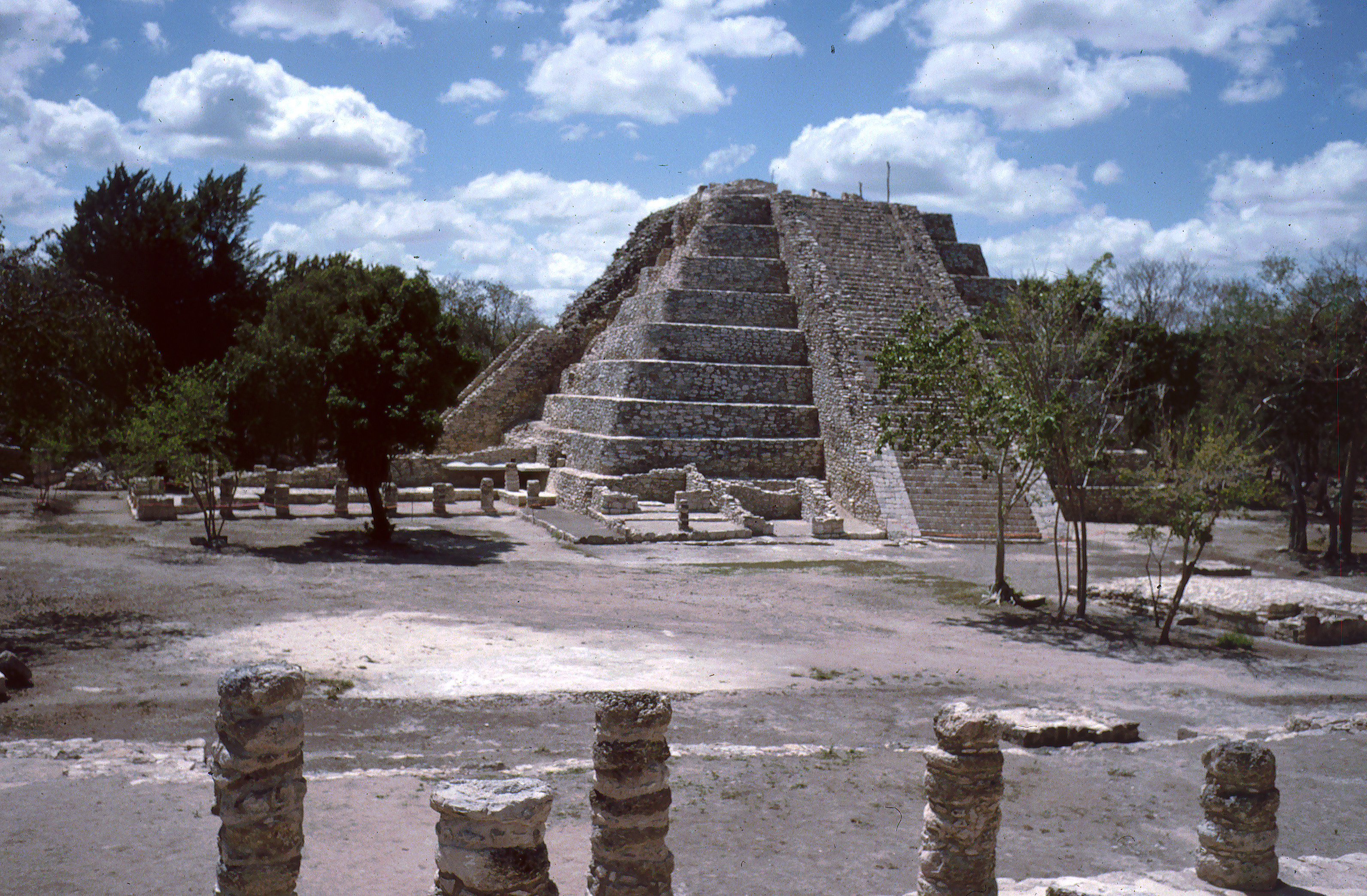
Kukulkan-Pyramide

Etwas westlich des Mittelpunkts der Stadt liegt das administrativ-religiöse Zentrum, das sich von der dicht gedrängten Struktur der Wohnquartiere durch große freie Flächen und die Gestalt und Zweckbestimmung der Bauten unterscheidet. Im Mittelpunkt steht die Kukulkan-Pyramide, die aus neun Stufen oder übereinander geschichteten Plattformen mit abgerundeten Ecken besteht. Von allen vier Seiten führen breite Treppen mit Treppenwangen zu dem kleinen Tempelgebäude auf der Spitze. Die Pyramide ist unübersehbar ein verkleinertes Abbild der Pyramide des Kukulcán in Chichén Itzá, wenngleich in weniger aufwendiger Ausführung. So waren die Außenseiten selbst der Grundriss des Tempelgebäudes, das aus einem großen Innenraum mit schmaler Vorhalle, deren Eingang von Schlangensäulen getragen wird, und auf den drei übrigen Seiten um den Innenraum laufenden gangartigen Raum mit drei Eingängen nach den übrigen Richtungen besteht, entspricht sehr genau dem von Chichén Itzá. Anders als dort waren die Seiten der Pyramide jedoch nicht mit gut bearbeiteten Verkleidungssteinen bedeckt, sondern mit bemaltem plastisch ausgearbeitetem Stuck. Die Höhe der Pyramide beträgt 15 m, die Grundfläche 32 mal 35 m.

### Säulenhallen

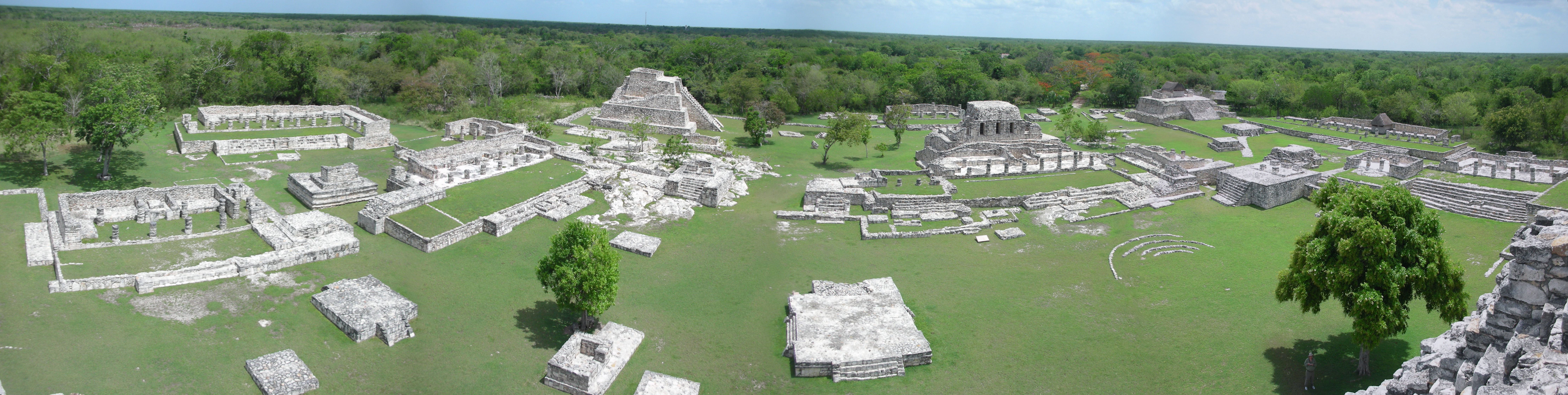
Panorama des zentralen Bereichs, gesehen von der Kukulkan-Pyramide

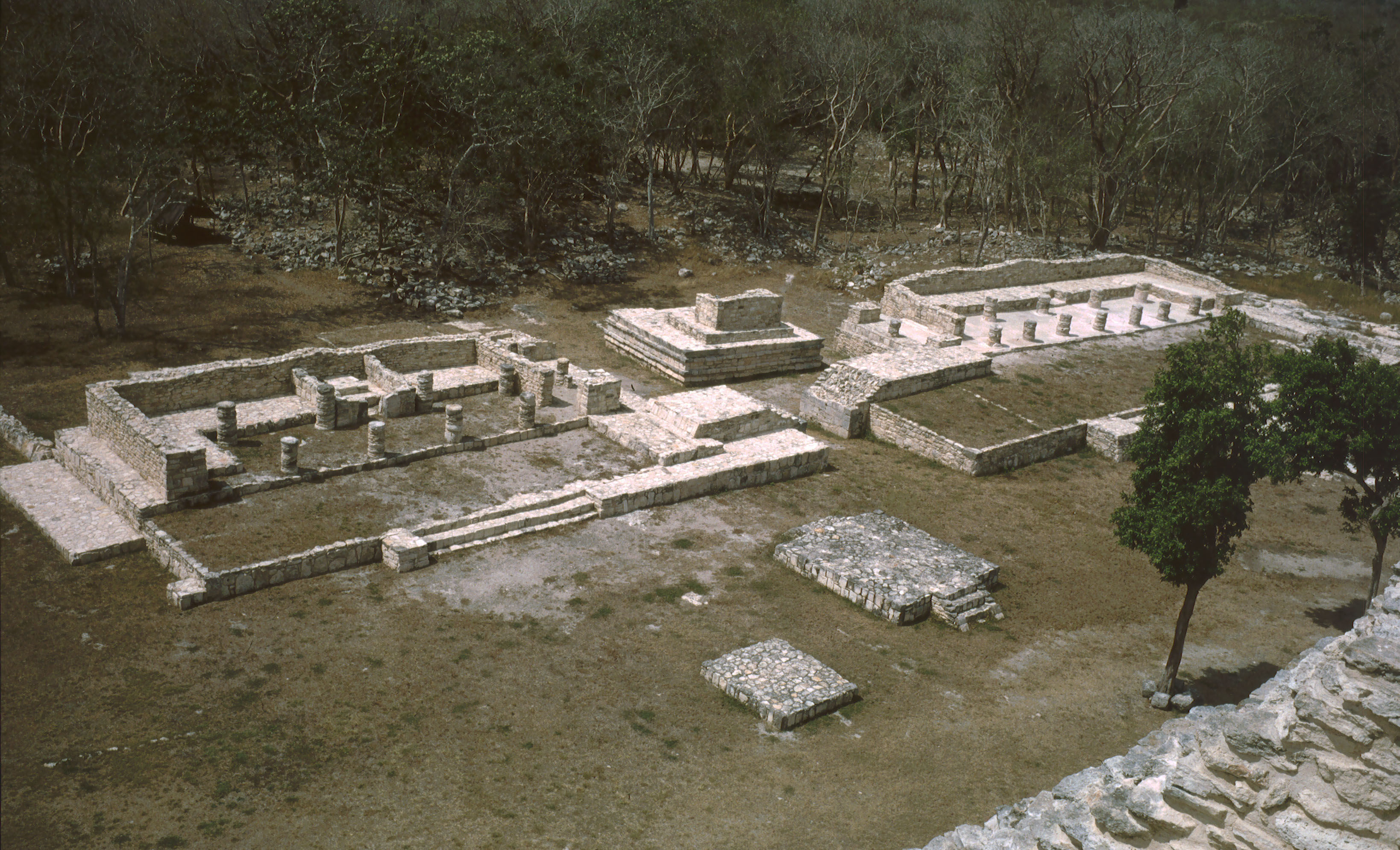
Säulenhallen

Rings um die Kukulkan-Pyramide und den sie umgebenden Platz liegen zahlreiche repräsentative Bauten. Zumeist handelt es sich um Säulenhallen, das sind für Mayapan typische Bauten, die auf einer Plattform liegen, die über ungefähr 5 Treppenstufen zu besteigen ist. Die Säulenhallen selbst bestehen in der Regel aus zwei Reihen von gemauerten Säulen und einer Rückwand, die auch ungefähr bis zur Hälfte der Seiten vorgezogen ist. Die gemauerten Säulen waren mit Stuck verkleidet, der zumindest teilweise mit plastischen Kriegerfiguren ausgearbeitet war. In der Mitte der Rückwand befindet sich ein kleiner Schrein, die übrige Länge der Rückwand und der Seitenwände wird von einer gemauerten Bank eingenommen. Sehr ähnliche Bauten finden sich in den Säulenhallen von Chichén Itzá sowie in Fundorten der Ostküste wie El Rey. Strukturell ähneln sie den C-förmigen Bauten, wie nach dem Ende der Hauptbesiedlung in Uxmal und anderen Orten der Puuc-Zone, aber auch bis in die Region des Petén zu finden sind.

### Rundtempel
Runde Tempel ähnlich dem Caracol in Chichén Itzá sind in Mayapan besonders häufig. Sie sind auf einer höheren Plattform (ungefähr 10 Treppenstufen) gelegen und besitzen eine kreisrunde Außenwand. Meist weisen sie einen einzigen Eingang auf und der Innenraum ist durch eine Querwand mit Durchgang geteilt. In einem Fall (Gebäude H 18) sind vier Eingänge nach den vier Himmelsrichtungen vorhanden, denen auch vier Treppen der Plattform entsprechen. Das annähernd kreisrunde Gebäude hat einen Durchmesser von ungefähr 8 m. In seinem Inneren befindet sich ein runder Mauerteil der die andere Seite des Mayagewölbes abstützte. Ein Gang zu einer Beobachtungskammer wie in Chichén Itzá ist nicht feststellbar.

### Plastik und Malerei
Die erhaltenen Reste von Steinplastik, Stuckplastik und Malerei zeigen deutliche Einflüsse eines große Teile Mesoamerikas erfassenden spät-postklassischen Stils, der oft als Codex-Stil oder Mixteca-Puebla-Stil bezeichnet wird. An einzelnen Gebäuden sind aber auch Chaac-Masken im Puuc-Stil vorhanden. Mayapan ist einer der wenigen Orte der Mayakultur, an dem eine größere Anzahl von Metallobjekten gefunden wurde.